# Game Boy Advance
Game Boy Advance（簡稱GBA）是日本任天堂公司於2001年3月21日發售的掌上遊戲機，其後2001年6月11日在北美發行，2001年6月22日在德國地區發行，並於2004年6月8日以「小神遊GBA」的名義在中國發行。售价9800日元，可向下兼容上一代的的Game Boy和Game Boy Color的遊戲。

## 概要
Game Boy Advance是由任天堂設計的掌上遊戲機，並作為Game Boy Color的下一世代遊戲機，2001年3月21日在日本首先發行，擁有8x8像素的點陣圖顯示和16種顏色（4bpp）或256種顏色（8bpp），一顆在1994年製造的ARM7TDMI32位元的CPU，比起Game Boy與Game Boy Color這回大幅度提升2D圖形、偽3D圖形、半透明效果及堆疊圖形處理能力。頻率為16.78 MHz，32kb的內部工作RAM，256kb的外部RAM和96kb的VRAM。在開發者的立場卻不是強大的掌上遊戲機，因為Game Boy Advance不支援3D圖形功能及缺少浮点运算器，儘管仍有一些遊戲開發商嘗試設計3D的Game Boy Advance遊戲，因無法呈現光源效果及動態光照（dynamic lighting）錯覺，因此多數的遊戲開發廠仍以2D圖形遊戲為首。
Game Boy Advance由日本東京Curiosity Inc.的法國設計師Gwenael Nicolas所設計，採用橫向機型，將按鈕設置在螢幕的側邊。螢幕型號為TFT LCD反射式液晶螢幕，該螢幕不具備發光功能。任天堂在2003年發佈Game Boy Advance SP具有發光功能的AGS-001與AGS-101液晶螢幕。

## 歷史
Game Boy Advance的企劃是由時任任天堂開發技術部部長、Game Boy技術開發負責人岡田智於1996年發起。由於Game Boy從1989年推出以來機能顯得落後許多，即使後來推出輕薄版的Pocket（只限日本和北美發售）和帶背光版的Light（只限日本發售），機能並未有太大的變化，岡田希望推出更高階的掌上遊戲機並推向世界，但Game Boy Color先行開發和發佈，岡田的“首先讓Game Boy由黑白畫面進步到彩色畫面” 受限於家用遊戲機不斷有新的圖形性能與新的規格，許多人希望推出一台現代化掌上遊戲機，並搭配全新的CPU。然而在Game Boy Color發佈時，Game Boy Advance仍停留在概念階段，並沒有立即開始開發。在企劃階段考慮讓它成為多邊形3D圖形遊戲機，性能至少接近任天堂64的十分之一，但是考慮到成本，因此Game Boy Advance成為2D掌上遊戲機，這讓許多擅長程式設計2D遊戲的開發人員更容易開發設計遊戲。
1996年7月，美國的《電子遊戲月刊》和《次世代》雜誌刊登了Game Boy下一世代遊戲機的報導代號為「Project Atlantis」的便攜行掌上遊戲機描述為32位ARM處理器的彩色螢幕《電子遊戲月刊》報導該處理器是ARM710，頻率為25 MHz；而Next Generation則聲稱它是StrongARM SA-110，可能支援160 MHz，兩者皆為 Advanced RISC Machines (ARM)。
1998年8月，任天堂在Space World展覽會場上透露有Game Boy Advance的消息，該遊戲機在開發階段暫名為Advanced Game Boy（簡稱：AGB）。直到1999年9月1日確定名為Game Boy Advance。
2000年8月21日，任天堂在Space World 2000發表了Game Boy Advance的外觀、性能、價格、周邊設備和預計發行日期並展示Game Boy Advance運行《超级马力欧 耀西岛》演示圖片（後來《超級瑪利歐Advance 3》），與此同時，任天堂與Camelot成立Mobile 21工作室，專心致志於Game Boy Advance遊戲開發製作。 8月22日，Game Boy Advance的首發遊戲在日本《Fami通》雜誌上公佈。  2001年3月21日發布了15款首發遊戲。截至2001年底共發布60款Game Boy Advance遊戲。
Game Boy Advance的2D圖形硬體在mode 1和2中對傳統背景具有縮放和旋轉效果，在mode 3到5中對位陣圖處理縮放和旋轉。
Game Boy Advance沒有支援3D硬體系統功能，但是任天堂仍然雄心勃勃地利用支援移動適配器GB配件參與開發由Intelligent Systems製作的競速遊戲《瑪利歐賽車Advance》、Camelot製作的RPG遊戲《黃金太陽 開啟的封印》和賽馬遊戲《馬穴大作戰》，試圖設計接近3D立體多邊圖形效果的遊戲，且最初預計在2001年作為首發遊戲發售，但最終前兩者被延遲至夏季發售，後者被取消開發。

### 年表
- 1999年秋季任天堂首次宣佈下一世代Game Boy「Game Boy Advance」將於2000年8月推出。
- 2000年8月24日宣佈將延遲於2001年3月21日上市，預計價格為9,800日元[25]。
- 2001年3月21日在日本上市。 根據Fami通的調查，日本首周銷量為61.2萬台。
- 2001年6月11日在美國發售。
- 2001年6月22日在歐洲發售。
- 2002年在韓國及台灣發售。
- 2002年2月1日價格從9,800日元調整為8,800日元。
- 2003年
  - 1月7日宣佈將於同年2月14日發佈新型特殊型號“Game Boy Advance SP”，製造商建議零售價為12,500日元[26]。
  - 2月14日『Game Boy Advance SP』發售。
- 2004年
  - 9月1日Game Boy Advance SP宣佈將製造商從12,500日元降至9,800日元[27]。
  - 11月21日次世代掌上遊戲機『任天堂DS』於北美發售，日本於12月2日發售。
- 2005年
  - 8月18日宣佈將於同年9月13日推出『Game Boy Micro』[28]。
  - 9月13日『Game Boy Micro』發售。
- 2006年任天堂在E3宣布「Game Boy Advance上市有一段時間了。任天堂DS成為目前熱門掌上遊戲機。」
- 2008年任天堂宣佈Game Boy Advance（含Game Boy Advance SP和Game Boy Micro）全面停產，正式結束Game Boy品牌。
- 2010年3月末結算Game Boy Advance的銷量為1696萬台，美國為4,164萬台，其他國家為2,291萬台，全球累計銷量為8,151萬台[29]。
- 2012年6月任天堂宣佈停止Game Boy Advance維修服務[30]。

## 功能
Game Boy Advance可以通過NGC GBA傳輸線連接到NGC遊戲主機，透過NGC遊戲主機將畫面投影到電視螢幕，同時帶有濾鏡特效讓Game Boy Advance畫面較為清晰圓滑
ADVANCE MOVIE（AM3）
在GBA上放映90分鐘影片、漫畫和音樂但只發布時下流行於兒童年齡層的影集,例：忍者龜、精靈寶可夢、七龍珠、卡通頻道、迪士尼、哈利波特、史瑞克等。
音樂播放器MP3（Kemco）
在GBA上錄製和播放音樂。
PLAY-YAN micro（任天堂）
在GBA SP、GAME BOY micro和Nintendo DS 可以播放影片和音樂。
CAMFO ADVANCE（Digital Act）
使用GBA和GBA SP主機替代電話的墨盒。

## 硬體規格
- 重量：140克
- 螢幕：使用夏普開發的2.91英吋TFT LCD反射式液晶螢幕[34][a]。
- 螢幕尺寸：40.8mm × 61.2mm[34]
- 解析度：240×160[35] [b]，3：2比例
- 像素：0.04的百萬像素，與99.46的PPI
- 像素位圖：16色的16bit （4bpp）與256色的32bit（8bpp）
- BG畫面：為四層BG，但畫面是依遊戲卡匣不同有所差異，主要可以分為512×512與1024×1024
- 最大顯示32768（2^15）種顏色
- 中央處理器（CPU）　32位元RISC-CPU與8位元CISC-CPU的雙CPU[34]其細節為[35]
  - GBA卡匣的 32位 ARM7-TDMI 處理器，運行速度16.78 MHz[35]
  - GB及GBC卡匣的 8位 Zilog Z80 處理器，運行速度8 MHz[35]
- 圖像處理器（PPU）：8bit / 16bit / 32bit Nintendo整合式PPU
- 圖形處理器（GPU）：Custom 2D core
- 記憶體
  - VRAM：32  kilobyte + 96 kilobyte（CPU 內部記憶體）
  - BIOS - System ROM：16 kilobyte
  - IWRAM： 32-bit 32 kilobyte
  - WRAM：256 KBytes
  - 調色板：1 Kbyte
  - DRAM：256 kilobyte（CPU 外部記憶體）
- 影格率（FPS）：59.727500569606 Hz[36]
- 聲音：類比訊號[注 4]+數位[注 5]由AMP AGB IR3R60N立體聲模式下傳導的雙道8位DAC，以及Game Boy的傳統聲道。
  - 聲音輸出：揚聲器（單聲道）及耳機插孔（雙聲道）
  - 聲音取樣率：2聲道, 8-bit stereo 32.768kHz
- 在原Game Boy的十字方向鍵和A、B鍵、Start、Select、電源開關及調節音量的控制鍵之外，Game Boy Advance增加L、R兩個按鍵，共計12個按鍵。
- 使用電源：使用兩顆三號乾電池[注 6]大約能使用15個小時，利用專用的電池組[注 7]約10小時，消耗電力0.6瓦特[34]
- 連線功能：利用Game Boy Advance專用的傳輸線支援一至四人同時連線[34]

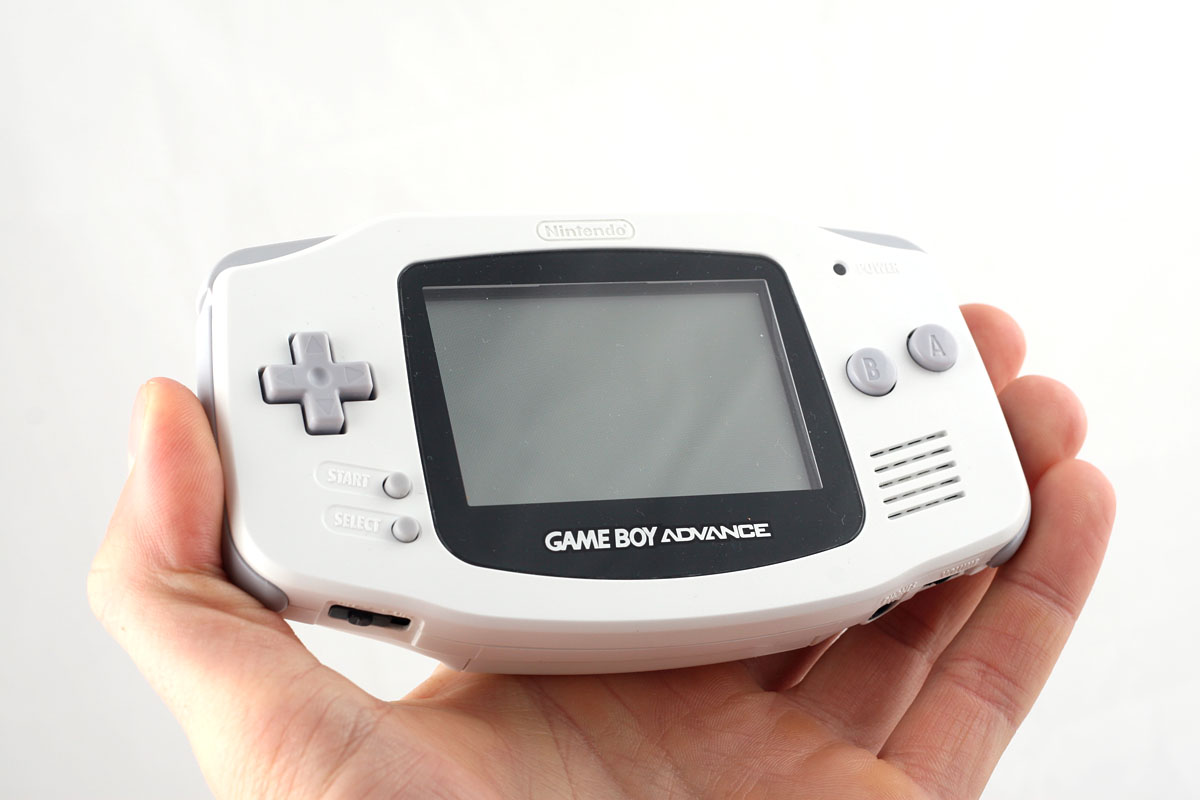
手持Game Boy Advance
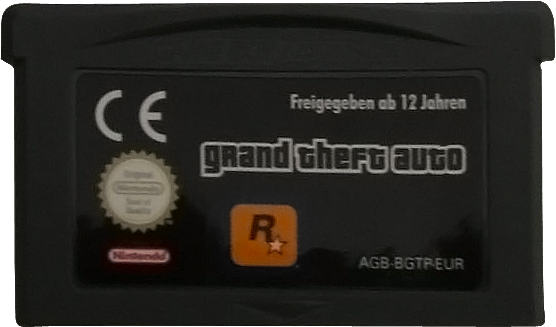
Game Boy Advance遊戲合帶
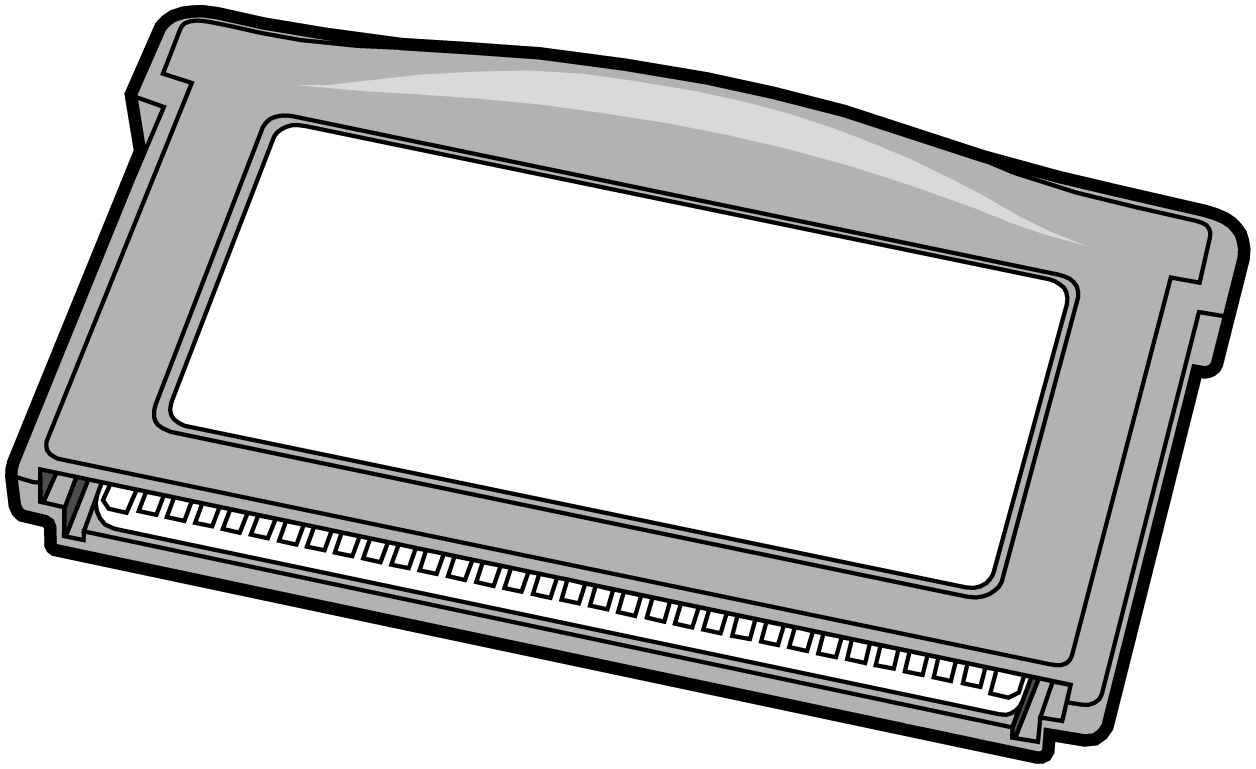
Game Boy Advance遊戲合帶描繪圖

## 主機外殼

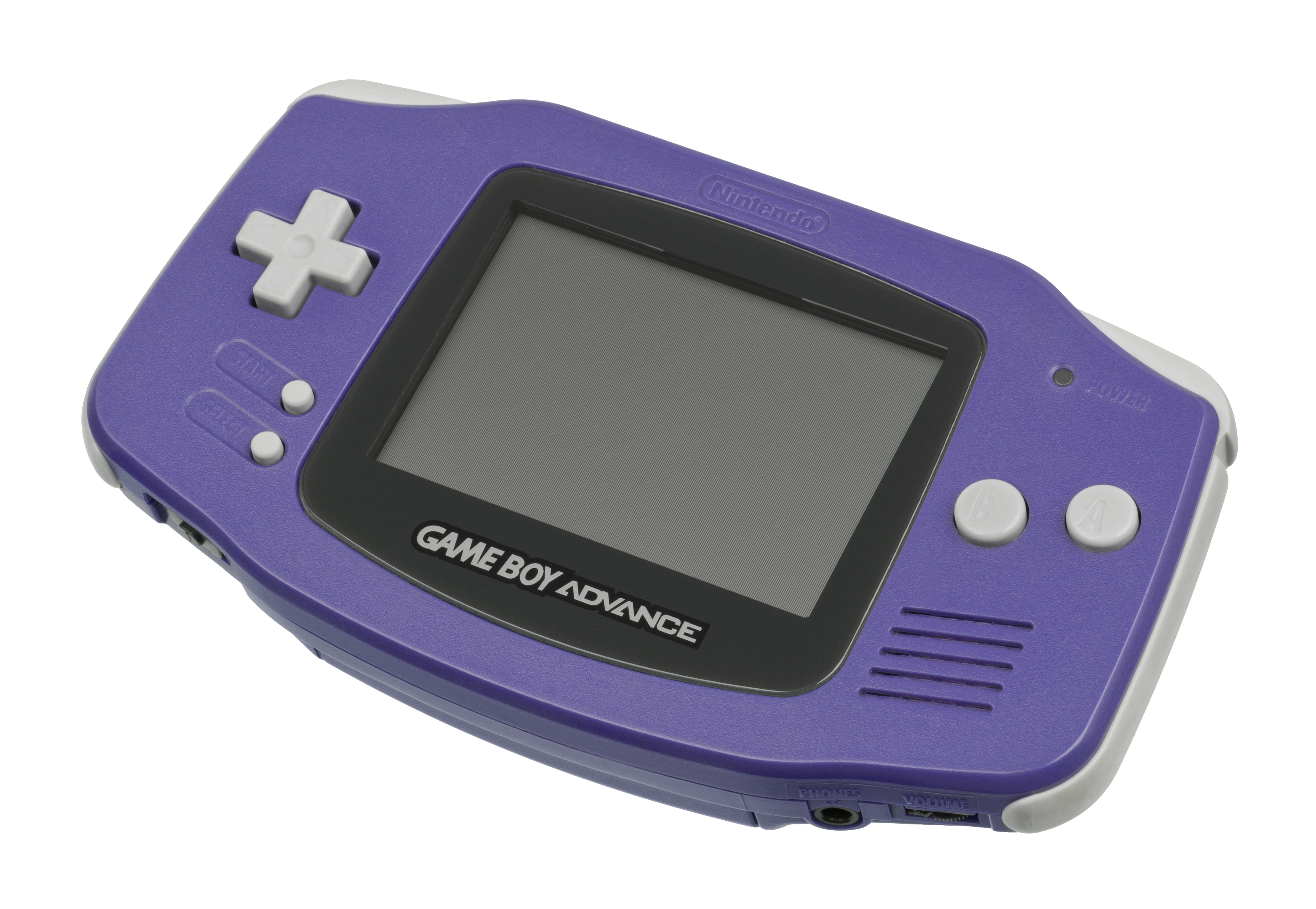
紫色
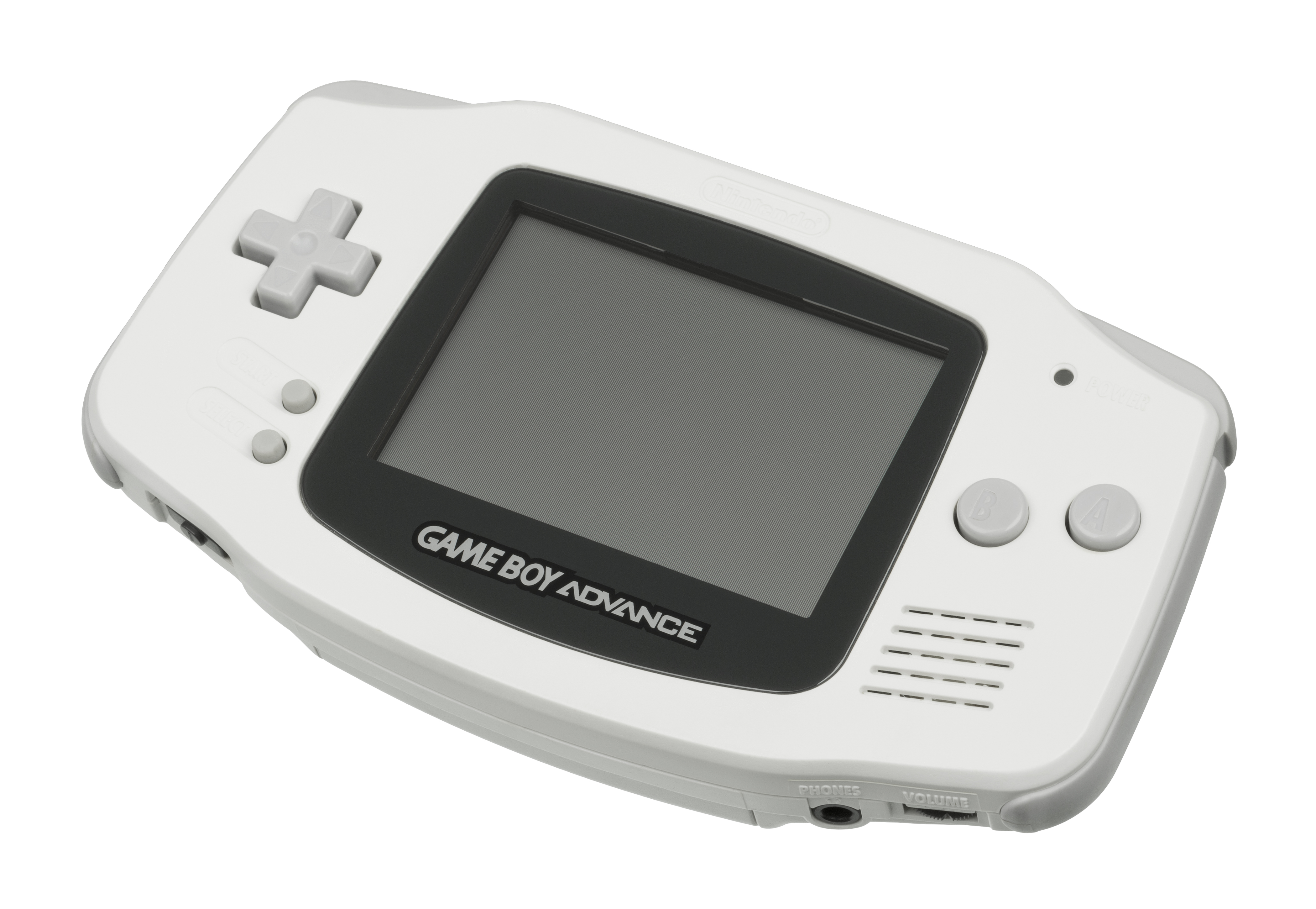
白色
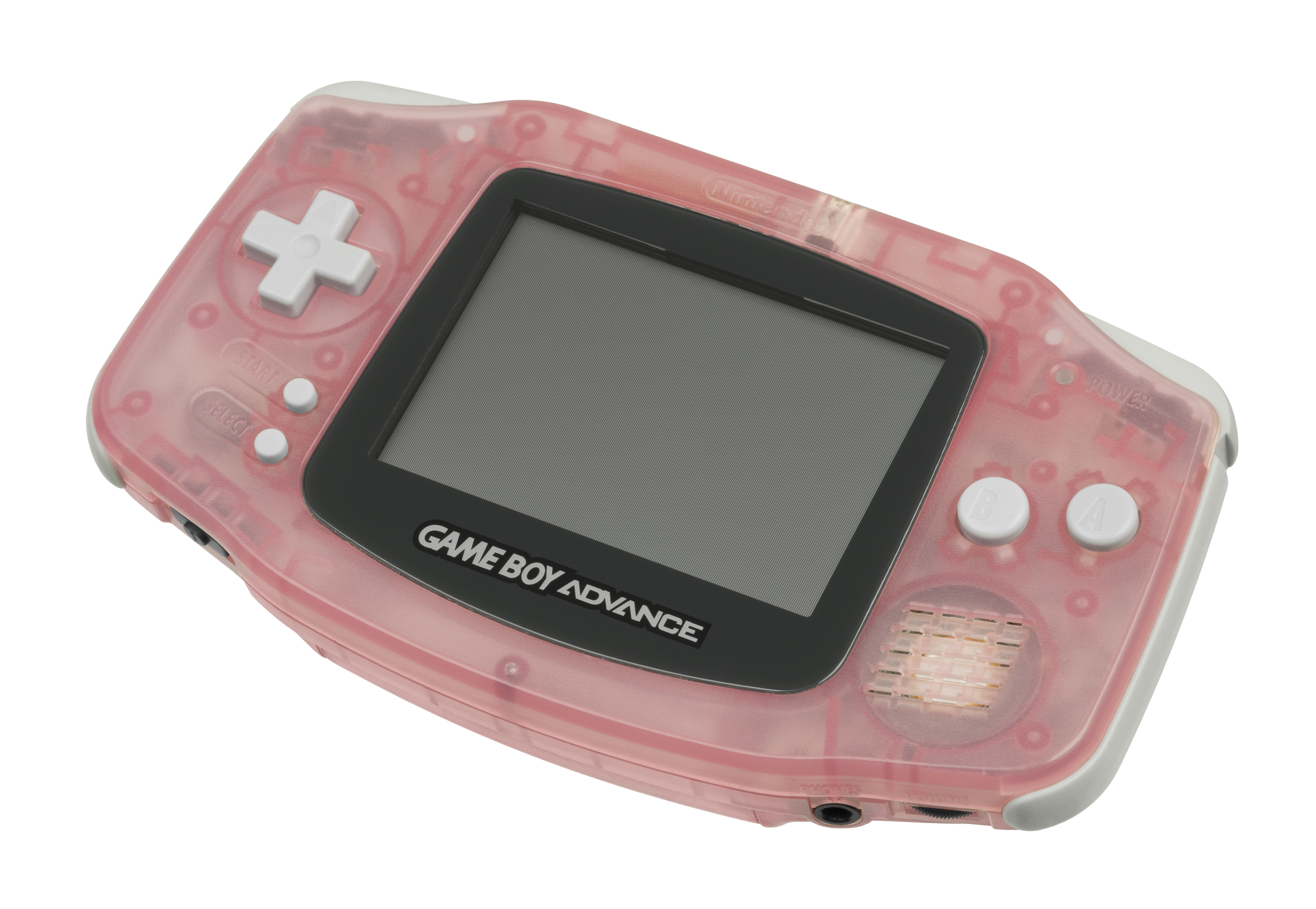
粉白色
黑色

2001年3月21日發布時的顏色型號為 AGB-001。

### 官方顏色
- 紫色（2001年3月21日 - ）[8]
- 白色（2001年3月21日 - ）[8]
- 乳白色（2001年3月21日 - ）[8]
- 粉白色（2001年4月27日 - ）[8]
- 橙色（2001年12月14日 - ）[8]
- 黑色（2001年12月14日 - ）[8]
- 金色（2002年9月27日 - ）[8]
- 銀色（2002年9月27日 - ）[8]

### 限量版型
限量版在液晶螢幕底部的“GAMEBOY ADVANCE”標誌稍微偏左側或右側。
Original 版型
水墨藍（2001年3月21日 - ）
雪拉比綠（2001年7月21日 - ）
寶可夢中心NY版（2001年11月16日 - ）
拉帝亞斯與拉帝歐斯版（2002年7月5日 - ）
伊藤洋華堂限量版型
讀賣巨人版（2001年10月3日 - ）
JUSCO限量版型
瑪利歐Bros.版（2001年11月29日 - ）
TSUTAYA限量版型
銀（2001年12月1日 - ）
玩具反斗城限量版型
淺藍（2001年10月4日 - ）
大榮限量版型
透明橙、透明黑（2001年9月29日 - ）
Game Software限量版型
淺粉紅（Hello Kitty系列）（2001年10月19日 - ）
洛克人（戰鬥網路 洛克人EXE2）（2001年12月14日 - ）
THE KING OF FIGHTERS透明黑（THE KING OF FIGHTERS EX NEO BLOOD）（2002年1月1日 - ）
Chobits透明藍（Chobits for Gameboy Advance アタシだけのヒト）（2002年9月27日 - ）
日本國外限量版型
Limited Edition 白金
TARGET Exclusive 紅

## 衍生版本
截止到2010年，Game Boy Advance家族總全球累计售出了8151万部。Game Boy Advance有两个改版机型，分别是2003年上市的Game Boy Advance SP，和2005年上市的Game Boy Micro。2003年2月14日，任天堂公司接著推出了具備鋰電池、可摺疊且具有螢幕前光的GAME BOY ADVANCE SP，一般簡稱為 GBA SP，售價為12,500日元。
2005年9月13日，即超级马力欧系列20周年紀念時，首度推出採用可5級亮度校調的高背光液晶屏幕，不可摺疊，但是機型更為輕巧的Game Boy Micro，一般簡稱為 GBM，Game Boy Micro為Game Boy Advance系列中唯一不向下相容以前Game Boy和Game Boy Color遊戲。只支援GBA遊戲，另外連線配件也與Game Boy Advance系列不相容。同期亦推出高背光亮度的Game Boy Advance SP版本。

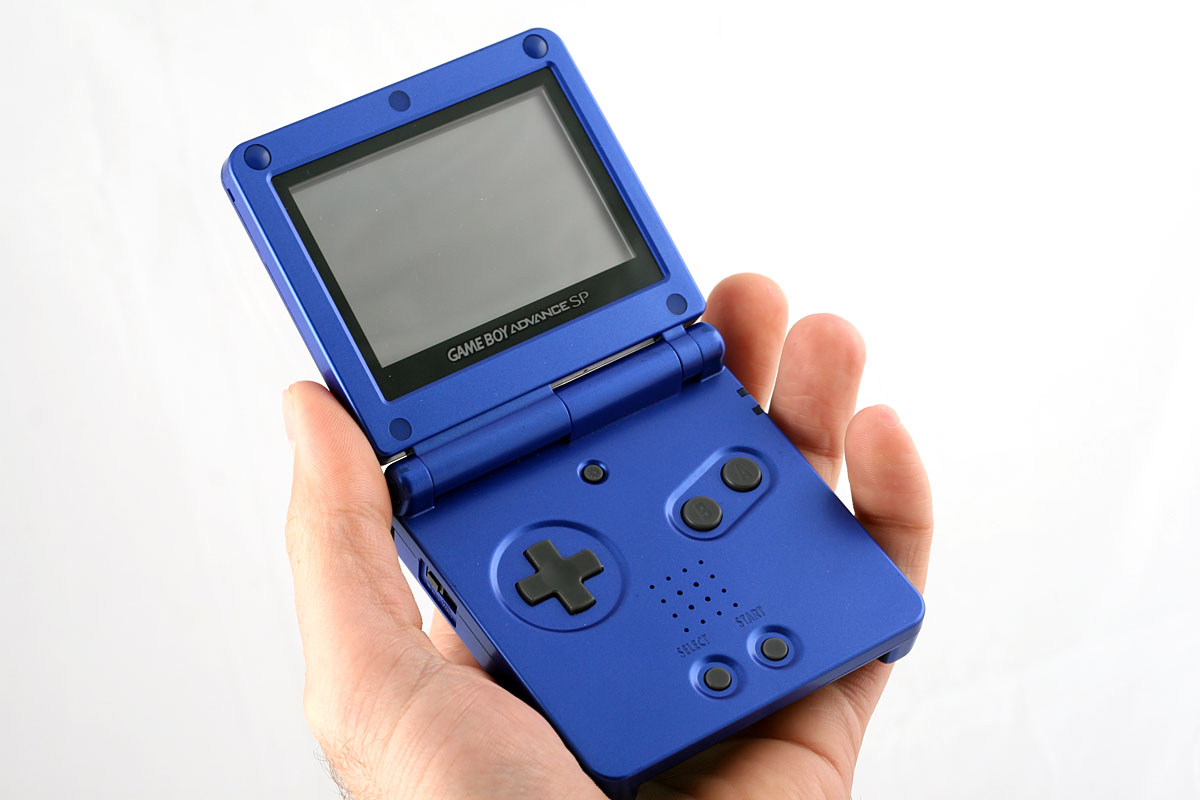
Game Boy Advance SP
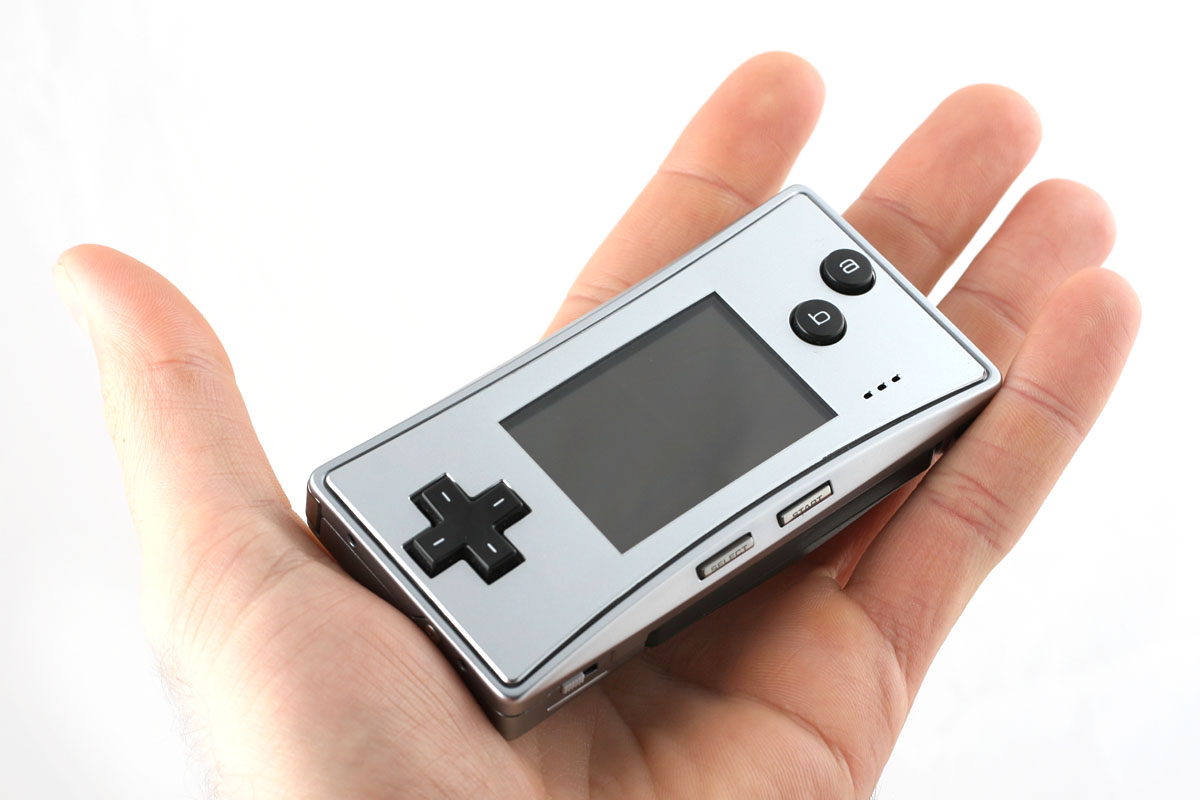
Game Boy Micro

2022年6月2日，日本遊戲周邊廠商Columbus Circle推出 7吋大螢幕版本的GBA掌上遊戲機「ポケットHDMIアドバンス for GBA」。售價為18,480元日幣。遊戲畫面可任意變更為3:2或16:9，720HD畫質，有HDMI功能，可外接專用的遊戲搖桿，不具備通信連接功能，只能運行Game Boy Advance遊戲卡匣。 

## 周邊配件

### 官方
任天堂為Game Boy Advance發佈的周邊商品，其中包括：
- Game Boy Advance 無線連接器
- Game Boy Advance 電源供應器
- Nintendo GameCube – Game Boy Advance 傳輸線
- Game Boy Advance E讀卡機
- Game Boy Advance Video
- Game Boy Advance 耳機轉接器
- Game Boy Advance 夜光燈
- Game Boy Advance AD-FAMI
- Play-Yane-Reader

### 非官方
Game Boy Advance的其他配件包括:
- 超頻顯示工具
- WormCam
- GBA Super Card 遊戲燒錄卡
- Glucoboy：2007年為澳大利亞的糖尿病兒童發表的血糖測試機器，內建Game Boy Advance遊戲[45][46]。

## 卡匣
Game Boy Advance卡匣的程式碼構造與超級任天堂極為相似，增加2000年初開發遊戲的優勢：Game Boy Advance採用更先進的編譯器並搭配更快的RISC CPU，以及用於開發的非專有計算圖和相對更大的支援量，該程式碼為C語言能在ARM與Thumb中具減輕性能負擔的作用，處理器ARM7為32位元，其中24條線紋路與處理器相接，24 條線紋路 = 2^24 = 1670 萬個位置，意即 16M x 16 位或 32M x 8 位，由此判斷Game Boy Advance的卡匣最大可容納32MByte或256Mbit的容量。
官方Game Boy Advance平台的遊戲中的容量以32Mbit、64Mbit的遊戲作品為多數，包含大量從投幣式遊樂機、紅白機、超級任天堂、MegaDrive、SEGA Saturn、任天堂64、PlayStation等平台的遊戲移植重新販售。2001年至2008年期間官方發布最大的遊戲及電影卡匣容量為256Mbit，最小的卡匣容量為《Action Replay Max》只有0.56Mbit。
Game Boy Advance的卡匣是名為Cassettes（カセット，Kasetto）或Game Pak。支援Game Boy及Game Boy Color的C類透明卡匣與Game Boy Advance新型D類Advance卡匣，是將程式設計到電路板的卡帶。卡帶主要是由SRAM、Flash ROM、EEPROM所構成，並且與Game Boy Advance和下一個世代掌上遊戲機Nintendo DS相容。部分的卡匣內置隆隆聲響功能、傾斜感測器、太陽能感測器。

GBA的首款遊戲為《F-Zero:Maximum Velocity》和其它14款遊戲在2001年3月21日於日本和GBA遊戲機同步發售。最後的遊戲為《Pixeline i Pixieland》和其它7款遊戲於2008年2月1日發售。時隔13年後新的遊戲Rik Nicol用來紀念Game Boy Advance上市20週年所開發的《Goodboy Galaxy》並在2021年3月21日發表試玩版。
特殊遊戲
利用匣帶設置的特殊感應器，透過把機台傾斜、陽光照射執行的遊戲。
- 我們的太陽系列
- 耀西的萬有引力
- 轉轉瓦利歐製造
- 快樂轉盤
- 超級猴子球

## 註解
1. ↑  初次發布的螢幕不具發光功能，所以螢幕是暗的。
2. ↑  運行Game Boy Color前的遊戲卡匣畫面無法填滿全螢幕，可以通過按L、R按鈕調整畫面。